# Ray Fisher (acteur)
Pour les articles homonymes, voir Ray Fisher.
Ray Fisher est un acteur américain né le 5 juin 1988 né à Camden dans le New Jersey. Il est principalement connu pour son rôle de Victor Stone/Cyborg dans plusieurs films de l'univers cinématographique DC. Il est par ailleurs apparu dans la saison 3 de la série télévisée True Detective.

## Biographie

### Jeunesse
Ray Fisher étudia à Haddon Heights High School dans le sud du New Jersey. Ce fut là qu'il fut initié au théâtre par son professeur d'anglais. Il était actif dans le théâtre de son école et participé au programme de chant, il chantait également pour son église.
Après le lycée, Fisher étudia à l'American Musical and Dramatic Academy à New York.

### Carrière
Depuis 2008, Ray Fisher a joué au Shakespeare Theatre of New Jersey, y compris dans le rôle de Tom Robinson dans Du silence et des ombres.
En 2009, Fisher joua dans Macbeth de William Shakespeare, au Shakespeare Theatre of New Jersey à Drew University (en).
En 2013, Fisher interpréta Mohamed Ali dans la production Off-Broadway Fetch Clay, Make Man au New York Theatre Workshop à New York.
Le 24 avril 2014, il fut annoncé que Fisher jouerait le super-héros Victor Stone/Cyborg dans le film Batman v Superman : L'Aube de la justice et il reprendra ce rôle dans les films Justice League.

## Accusations contre Joss Whedon et les producteurs du filmJustice League

### Accusations contre Joss Whedon, Geoff Johns, John Berg et Walter Hamada
En juin 2020, sur Twitter, Ray Fisher dénonce les mauvaises conditions de tournage des reshoots de Justice League et accuse Geoff Johns d'abus de pouvoirs.
En juillet 2020, Ray Fisher dénonce le comportement inapproprié et abusif du réalisateur Joss Whedon pendant les reshoots de Justice League ainsi que l'attitude du producteur Jon Berg, qui démentent les accusations. WarnerMedia lance une enquête interne et rend note que l'acteur a refusé de collaborer, ce que Fisher dément et accuse en retour Walter Hamada, le président de la production cinématographique de DC Comics, de vouloir fermer l'enquête.
En mai 2021, Ray Fisher apporte plus d'éclaircissements sur ses conflits antérieurs avec Whedon dans un entretien avec la presse. Pendant les reshoots, il lui avait fait part de ses doutes sur la nouvelle version du script; Whedon l'aurait alors coupé en répliquant : « On dirait qu'on donne une leçon, et je n'aime pas prendre de leçon de quiconque - pas même de Robert Downey Jr. »
En janvier 2022, dans une interview accordée par le New York Magazine, Joss Whedon réagit à la polémique et dément catégoriquement toutes les accusations de Ray Fisher. Le réalisateur accuse en retour Fisher et le reste du casting de Justice League dont Gal Gadot, Jason Momoa, Ben Affleck, Henry Cavill et Ezra Miller (les interprètes respectifs de Wonder Woman, Aquaman, Batman, Superman et Flash) ainsi que la communauté de fans de Zack Snyder de nuire à son image.
En octobre 2022, à l'annonce de la démission de Walter Hamada de la tête de DC Films, Fisher se réjouit ouvertement sur les réseaux sociaux

### Soutiens envers ses accusations contre le réalisateur Joss Whedon
À la suite de ses accusations envers Joss Whedon, Ray Fisher reçoit le soutien public de Kiersey Clemons qui incarne Iris West mais qui fut coupée dans la version cinéma de 2017 par Joss Whedon.
En septembre 2020, Jason Momoa, l'interprète d'Aquaman, dénonce à son tour le comportement problématique du réalisateur Joss Whedon sur les reshoots de Justice League : « Ray Fisher et quiconque a subi ce qu’il s’est passé sous la surveillance de Warner Bros. Pictures a besoin d’une vraie enquête (…) Des trucs sérieux se sont passés. Une enquête est indispensable et les gens doivent être tenus pour responsables,. »
En décembre 2020, Ray Fisher reçoit le soutien de l'actrice Gal Gadot, l'interprète de Wonder Woman :  « Je suis heureuse que Ray s'exprime pour dire sa vérité. Je n'étais pas là avec les gars lorsqu'ils ont tourné avec Joss Whedon. J'ai eu ma propre expérience avec (lui), qui n'était pas la meilleure, mais j'ai géré ça immédiatement lorsque c'est arrivé, je l'avais fait remonter et ils s'en sont occupés. Mais je suis heureuse que Ray dise sa vérité. »
Le 10 février 2021, l'acteur reçoit le soutien de l'interprète Charisma Carpenter qui dénonce également le comportement de Joss Whedon pendant les tournages des séries télévisées Buffy contre les vampires et Angel, rejointe par les actrices Amber Benson, Michelle Trachtenberg et Sarah Michelle Gellar. Cette dernière affirmant « qu'elle est fière d'être associée à son personnage de Buffy Summers mais refuse catégoriquement d'être associée à Joss Whedon. »

### Accusation de comportement raciste envers Joss Whedon et les cadres deWarnerMedia
En octobre 2020, dans une interview pour le magazine Forbes, Ray Fisher accuse Whedon de racisme en lui reprochant d'avoir altéré la couleur de peau d'un acteur pendant la postproduction de Justice League : « Ce qui a mis le feu au poudre et m’a forcé à parler de Joss Whedon cet été, c’est que j’ai appris que Joss avait ordonné que le teint d’un acteur de couleur soit changé en postproduction parce qu’il n’aimait pas la couleur de sa peau. »
Sur Twitter, Ray Fisher dénonce le racisme liée à la production de Justice League : « Apparemment, certaines personnes de WarnerMedia pensent qu’une salle pleine de cadres disent : nous ne pouvons pas avoir un homme noir en colère au centre du film puis en réduisant / supprimant tous les noirs de ce film n’est pas raciste. »

### Confirmation d'éviction pourThe Flashet les prochains filmsDC Comics
En janvier 2021, WarnerMedia rend son enquête et soutient Walter Hamada malgré les preuves de Ray Fisher contre lui. Dans le même temps, l'acteur dévoile un enregistrement entre lui et un enquêteur qui confirme la crédibilité de ses propos. En réponse, le studio Warner Bros. supprime l'acteur du prochain film The Flash du réalisateur Andrés Muschetti prétextant que l'acteur ne voulait plus travailler avec Walter Hamada et Geoff Johns que l'entreprise soutient.
En mars 2021, Fisher confirme son éviction du film The Flash à la suite de ses dénonciations contre les producteurs de DC Comics : « À ma connaissance, il n'y a pas eu une version de The Flash dans laquelle Cyborg n'était pas présent. »

## Filmographie
Sauf indication contraire, les informations mentionnées dans cette section peuvent être confirmées par la base de données cinématographiques IMDb,  présente dans la section « Liens externes ».

### Cinéma
- 2008 : The Good, the Bad, and the Confused (court métrage) : patient
- 2016 : Batman v Superman : L'Aube de la justice (Batman v Superman: Dawn of Justice) de Zack Snyder : Victor Stone / Cyborg
- 2017 : Justice League de Zack Snyder : Victor Stone / Cyborg
- 2021 : Zack Snyder's Justice League de Zack Snyder : Victor Stone / Cyborg
- 2023 : Rebel Moon - Partie 1 : Enfant du feu (Rebel Moon: Part One – A Child of Fire) de Zack Snyder : Darrian Bloodaxe
- 2024 : Rebel Moon - Partie 2 : L'Entailleuse (Rebel Moon – Part Two: The Scargiver) de Zack Snyder : Darrian Bloodaxe
- 2024 : The Piano Lesson de Malcolm Washington : Lymon
- prochainement : Animals de Ben Affleck

### Télévision

#### Séries télévisées
- 2015 : The Astronaut Wives Club - 1 épisode : le capitaine Edward Dwight
- 2019 : True Detective - saison 3, 8 épisodes : Henry Hays
- 2022 : Women of the Movement - 4 épisodes : Gene Mobley